# Ватиканский холм
Ватиканский холм (лат. Mons Vaticanus) — возвышенность на правом берегу Тибра в северо-западной части Рима. Название холма происходит от оракула лат. Vaticinium, бывшего здесь в древности. Калигула разбил здесь сады, а Нерон построил цирк, в котором сам давал представления. В настоящее время холм занимает карликовое государство Ватикан.
В честь Ватиканского холма назван астероид (416) Ватикана, открытый в 1896 году.